# Pany
|  | Per a altres significats, vegeu «pany (arma)». |

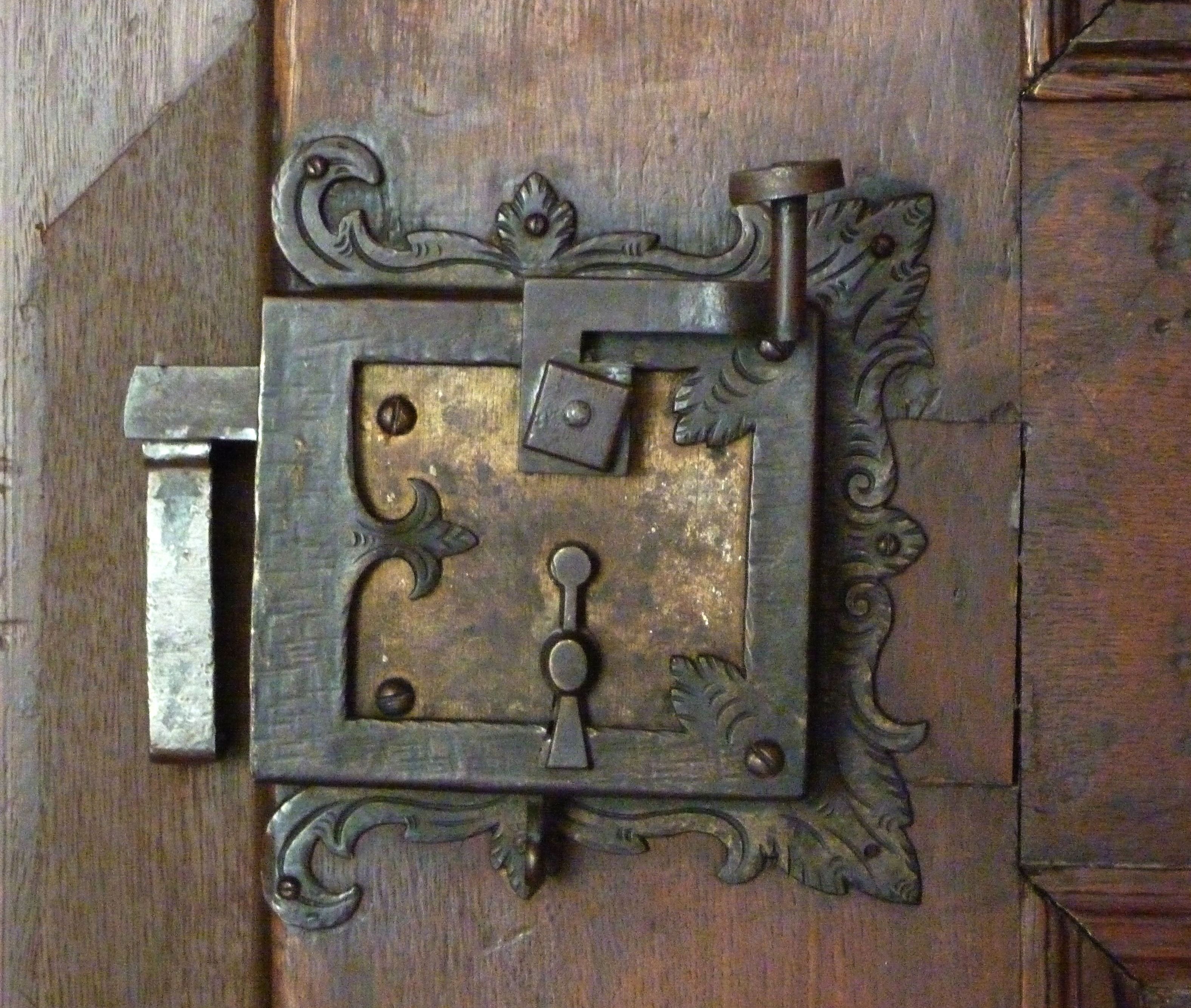
Pany de la casa Ehinger - Ulm.

Un pany és un mecanisme de metall que s'incorpora a portes i calaixos d'armari, cofres, arques, etc. per impedir que es puguin obrir i protegir així el seu contingut. Aquest mecanisme s'acciona tradicionalment amb una clau, que és una peça de metall, normalment d'acer.
En l'actualitat, a part dels panys mecànics, n'hi ha altres d'electro-mecànics o electrònics, en els quals la clau és substituïda per una targeta de plàstic o PVC. La clau encaixa en el pany per l'anomenat ull, que és un forat situat normalment a la part central de l'espiga del pany, de mida petita i, per tant, portàtil. La clau no sols ha d'encaixar a l'ull del pany sinó que a més ha de poder accionar-ne el mecanisme per tal d'obrir-lo o tancar-lo.

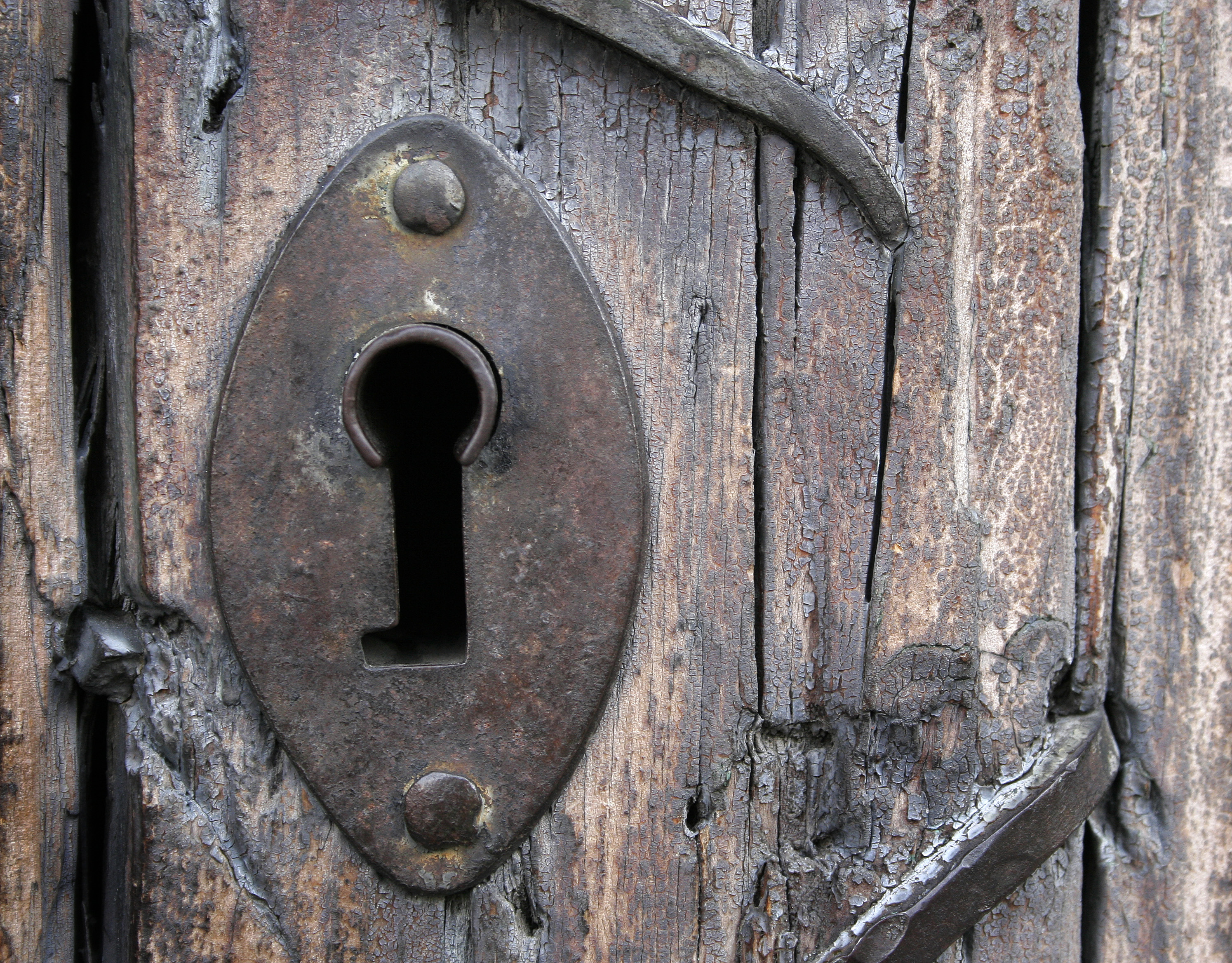
Forat del pany de la porta d'una església

En l'actualitat, aproximadament el 80% dels panys amb espigues mecàniques (amb claus de dents de serra o de punts), incloent-hi els de les portes de seguretat i cuirassades, han deixat d'oferir la seguretat amb la qual van ser concebudes a causa de la difusió per Internet de tècniques com la del bumping -fins ara utilitzada en assalts per bandes organitzades però avui accessible a tota mena de delinqüents- que suposen un risc evident der patir robatoris i furts. Per això la tecnologia ofereix solucions aplicades als panys que aporten veritable seguretat, com el cas dels panys amb cilindres electrònics, amb el sistema BlueChip o similar.
D'altra banda, cal afegir que el sistema de panys amb claus de dent de serra és superat -en termes de factibilitat de violació- pels anomenats panys de doble paleta.
Els panys de doble paleta s'obre amb unes claus que tenen un conjunt de dents oposades diametralment. En general, en les claus doble paleta, l'últim gra d'una banda equival a la primera dent de l'altre costat.
L'art de fabricar, reparar o instal·lar panys és la serralleria. El manyà o serraller és el qui fabrica o instal·la panys.

## Conjunt funcional
El conjunt tradicional associat al pany és: pany, clau (claus) i porta. La porta és l'element assegurat per pany i clau. El paper de la porta pot fer-lo un altre element: caixa, calaix, libre, arma, vehicle, instrument...

## Parts d'un pany

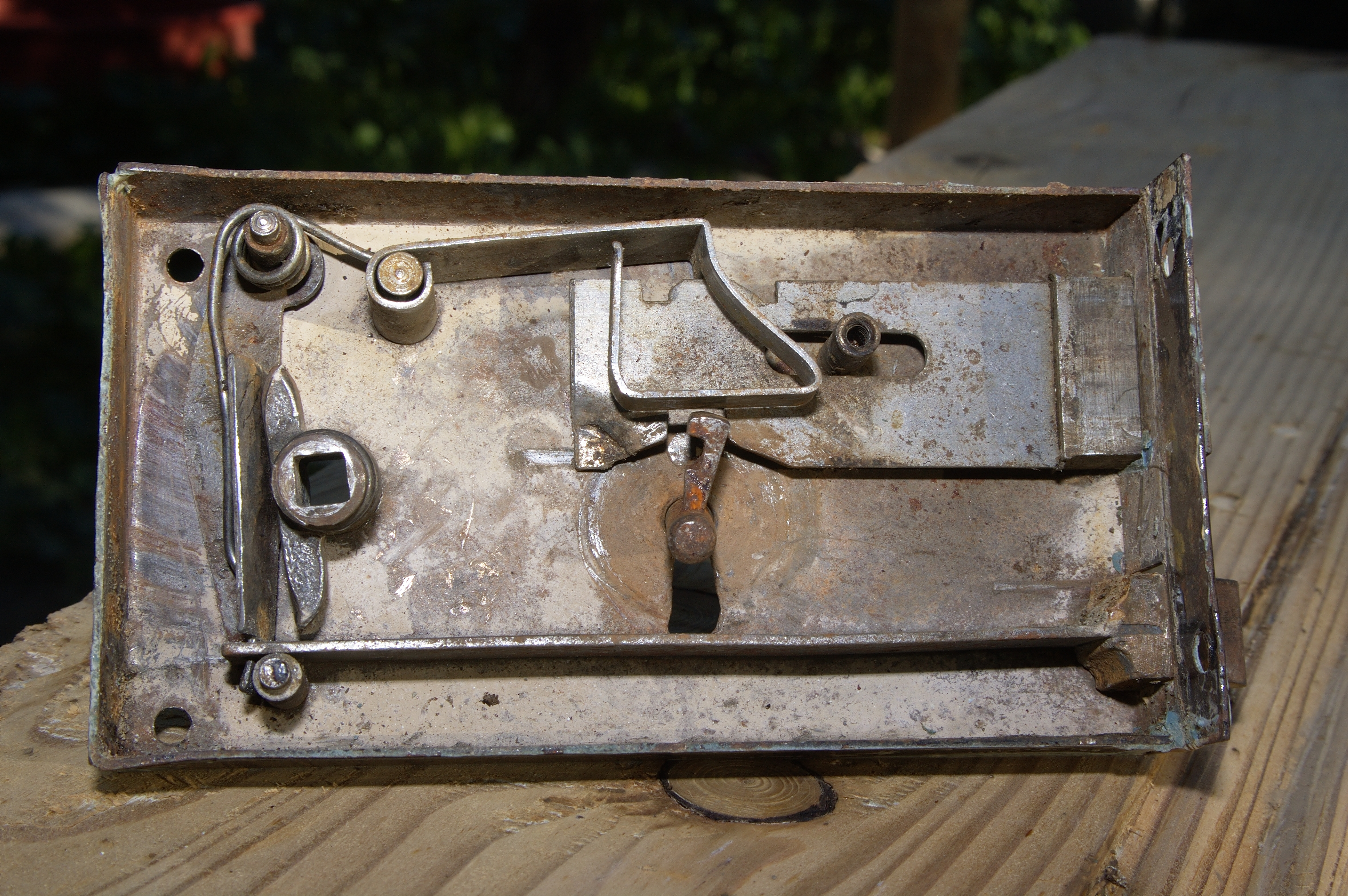
Interior d'un pany vell.

Tot el mecanisme del pany està tancat en una caixa de ferro anomenada palastre. Aquesta caixa es compon d'un fons rectangular sobre el qual hi ha les vores realçades o doblegades, Les tres vores per on no passa el pestell reben el nom d'envà.
El pestell del pany és una espècie de forrellat mogut per una clau. El cap del pestell és la part que surt del pany. El pestell porta d'una banda unes parts sortints o barbes sobre les quals treballa la clau, de l'altra hi ha unes osques sobre les quals cau el fiador de la molla, part indispensable per retenir el pestell al seu lloc i impedir que corri sense l'acció de la clau, la qual al mateix temps que empeny el pestell per una de les barbes, aixeca la molla i treu el fiador del seu lloc.
El pestell és simple o de rastell, segons estigui format d'un sol tros o tingui diverses dents. A l'interior del pany hi unes peces contornejades que encaixen en uns retalls de la clau anomenats guardes, que serveixen per oposar-se al moviment de tota clau que no tingui les osques proporcionades.
La clau es compon de l'anell en què s'aplica la mà, del tronc perforat amb botó i del paletó. El paletó consta del morro, part plana i corba que toca el pestell i del cos que és la part compresa entre el morro i el tronc.
El paletó té diferents osques per donar pas a les guardes del pany les quals reben diferents noms segons les seves posicions: el cargol, la botzina, la de creu completa, la de Caravaca, la crossa, el bàcul, etc.
El tronc no sempre té un forat cilíndric: de vegades té forma de trèvol, de llança, etc. Tots aquests orificis es corresponen amb l'espiga del pany fixada amb solidesa al palastre.

### Jocs de poms i panys de porta
El pany sovint pot estar combinat amb el pom de la porta. Tot i la varietat de formes i tipus de jocs de poms i panys de porta, la majoria es poden dividir en quatre grups: poms, botons, palanques i panys encaixats.
- Poms: El tipus més senzill de pany inclou un pom fix i un mecanisme de pany com a unitat única.
- Botons: Els botons giratoris són poms rodons o cilíndrics. A les portes d'entrada, els conjunts amb botons solen incloure un mecanisme de pany a l'interior de la part central del botó.
- Palanques: Un altre tipus comú de pany és la palanca giratòria de la porta amb un mànec allargat. El sistema de pany pot estar integrat a la palanca o situat per separat.
- Panys encaixats: Exteriorment, el pany encaixat recorda un conjunt estàndard amb un botó. Tanmateix, la diferència interna principal radica en la ubicació del mecanisme de pany. En lloc de formar part del conjunt de pany i pom, els mecanismes s'encasten directament a la porta, en una cavitat tallada especialment.

### Elements de seguretat
Els elements de seguretat de les portes d'entrada inclouen el mecanisme de pany i el pom o botó de la porta [!!!]. Hi ha diversos tipus de mecanismes i sistemes de seguretat, cadascun amb les seves particularitats en termes de nivell de seguretat i comoditat.

### Avaluació de la seguretat
L'Associació de Fabricants de Ferratges de Construcció (BHMA), en col·laboració amb l'Institut Nacional Americà d'Estàndards (ANSI), ha desenvolupat diversos protocols de proves de seguretat i funcionalitat. Aquestes proves avaluen la qualitat i la seguretat del mecanisme de pany.

## Classes de panys
- Pany d'espiga. El que s'obre amb una clau amb ranures longitudinals en la seva tija que actuen com un èmbol.
- Pany de combinació. El que només es pot obrir d'una manera determinada.
- Pany de dos pestells: té un pestell de clau i un altre de forrellat.[12]
- Pany de gorges.[13]

## Detalls cronològics
Relacionats amb panys i claus hi ha una munió d'aspectes i esdeveniments susceptibles d'interès. Una petita mostra a continuació.
- c.2000 aC. Pany assiri.[14][15]

- sVIII aC. Odissea.[16]

- c.40 dC. Evangeli segons sant Mateu.[17]
  - ... les claus del regne del cel...

- 929. L'alcassaba de Xàtiva capitula i lliura les claus.[18]

- c1330. Llibre del Consolat de Mar.
  - Caixa amb pany i claus del cartolari de l’escrivà de nau.[19]

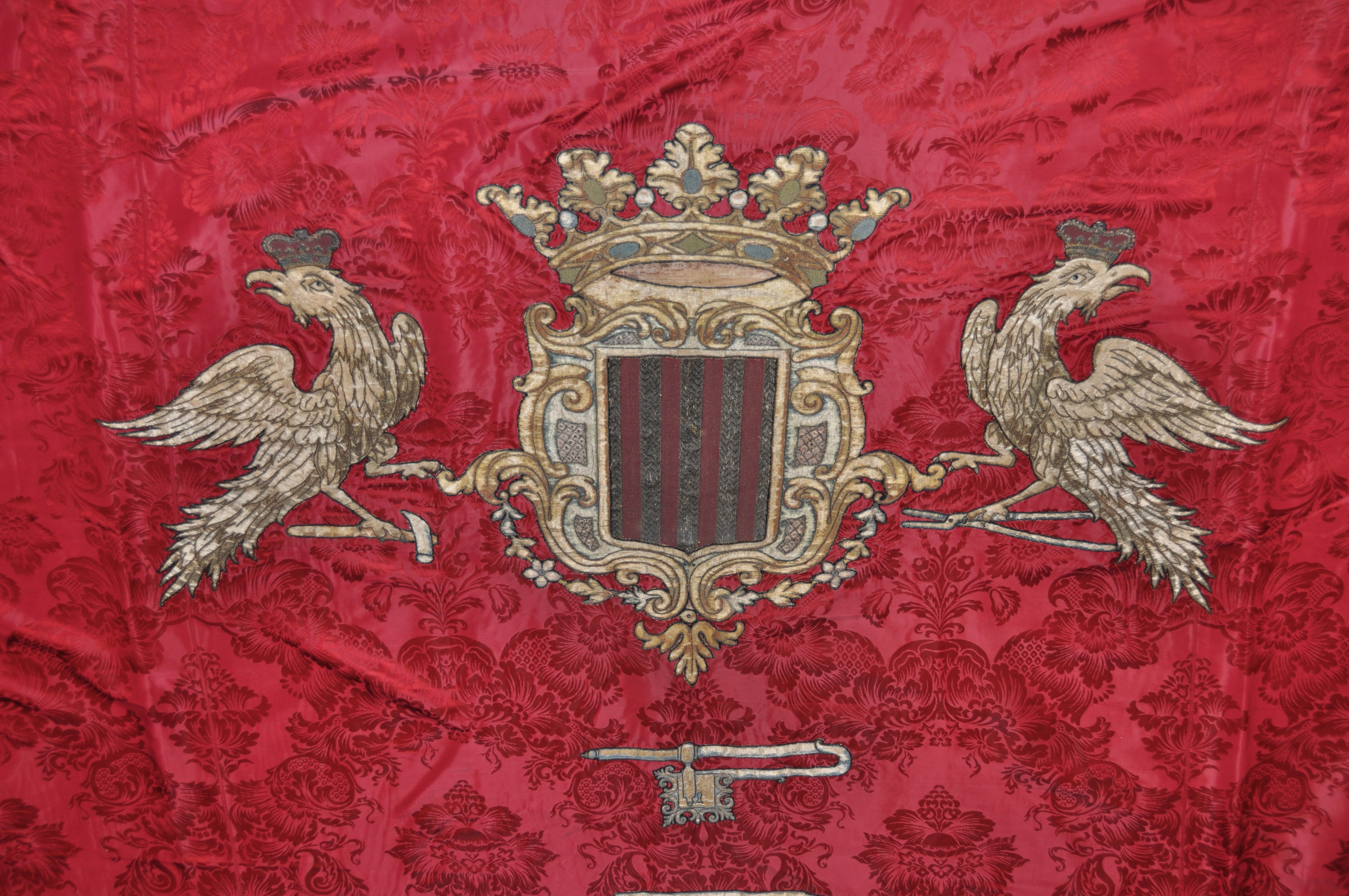
Detall de la bandera del gremi de ferrers i serrallers de Barcelona. 1782. MUHBA

- 1380. Gremi de serrallers i ferrers de Barcelona.[20]
  - Gremi de serrallers de Barcelona (1275).[21]

- 1492. Boabdil lliura les claus de Granada a Ferran el Catòlic.[22]

- 1492. Reis Catòlics. Expulsió dels jueus . Molts s'emportaren les claus de les seves cases.[23]

- c.1570. Benvenuto Cellini.[24][25]

- 1706. Caixa de tres panys i tres claus de la paeria de Lleida.[26]

- 1760. Usos, y costumbres de los griegos. Menard.[27]

- 1764. Ordinacions de la infermeria y germandat del gloriós y Patró Sant Christofol, instituida y fundada en lo monastir ...[28]
  - Armari amb tres panys i tres claus.

- 1778. Robert Barron.[29]

- 1796. The Lock and Key. A musical drama ... Composed&selected by Mr Shield[30]

- 1815. A Dissertation on the Construction of Locks, etc. Joseph Bramah.[31]

- 1818. Pany Schubb. Ideat i patentat per Jeremiah Schubb.[32]

- 1840. Diccionari de la llengua catalana ab la correspondencia castellana.[33]
  - Mestressa de claus (housekeeper, ama de llaves)

- 1843. Revolució de Barcelona.[34]
  - Alguns panys i claus de la casa Bonaplata.

- 1851. Linus Yale Jr. Primera patent sobre els seus panys.[35][36]

- 1949. Chrysler presenta la clau d'ignició.[37]

- 1982. Grup "Palmera". Las llaves de la moto (cançó).[38]

## Galeria d'imatges

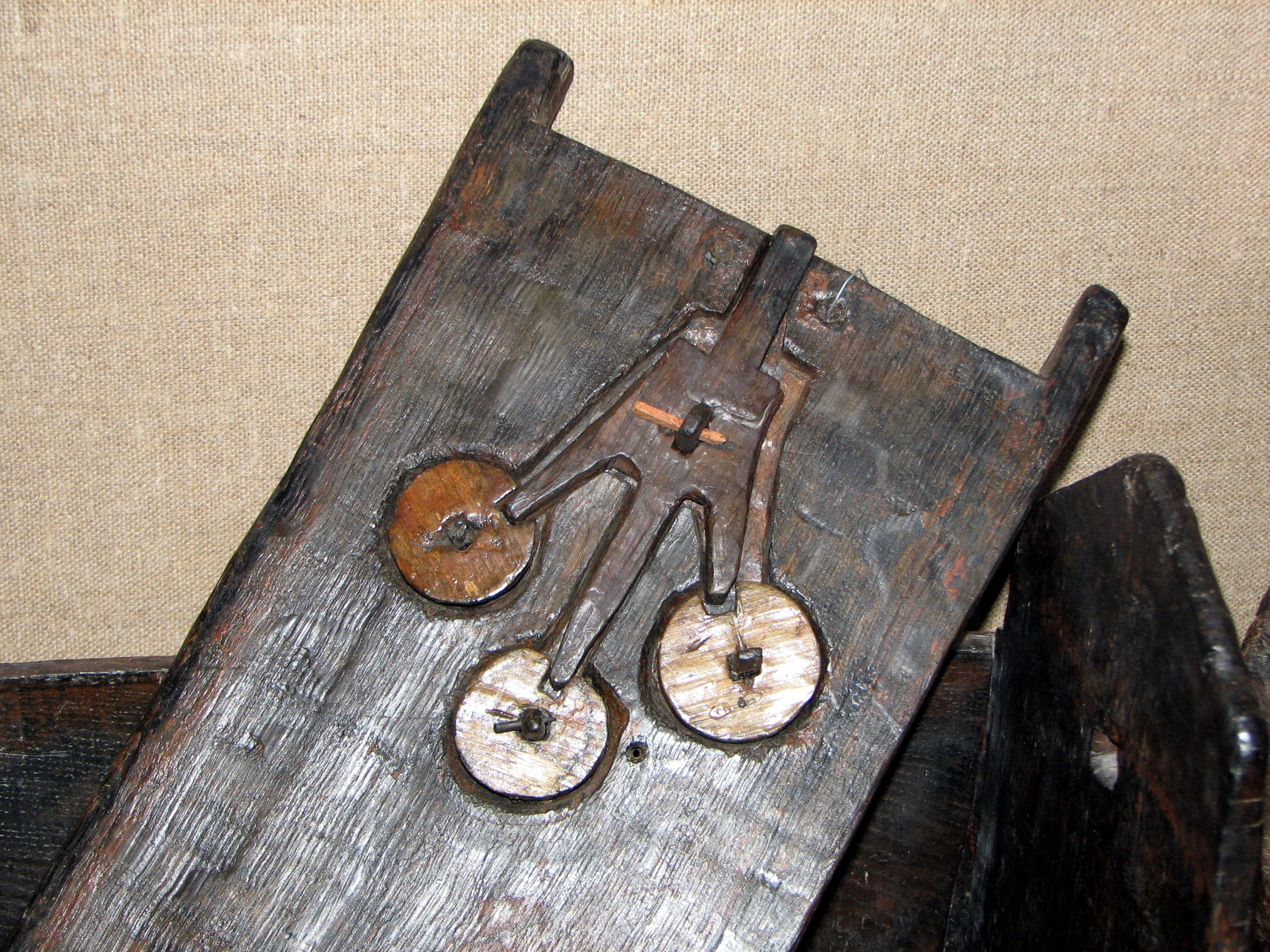
Mecanisme d'una caixa de fusta recuperada del vaixell suec  Vasa, enfonsat el 1628 amb un simple pany de bloqueig de tres discos,
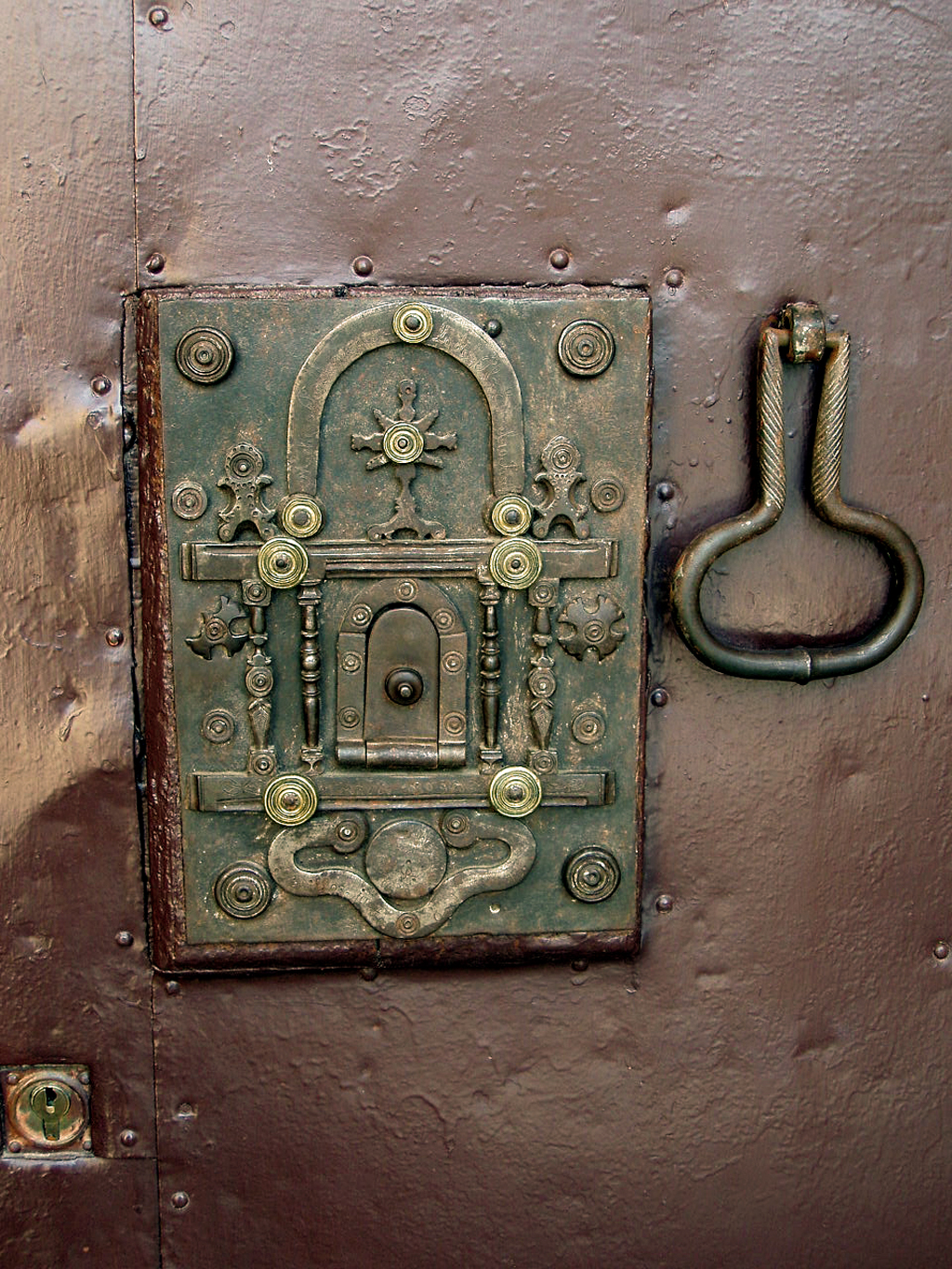
Pany de l'ermita de Sant Isidre, Sasamon (Burgos).
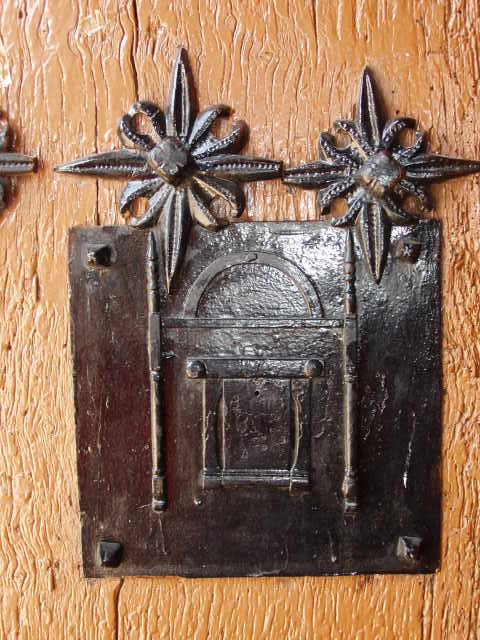
Pany de l'església de Santa María la Real, Sasamon (Burgos).
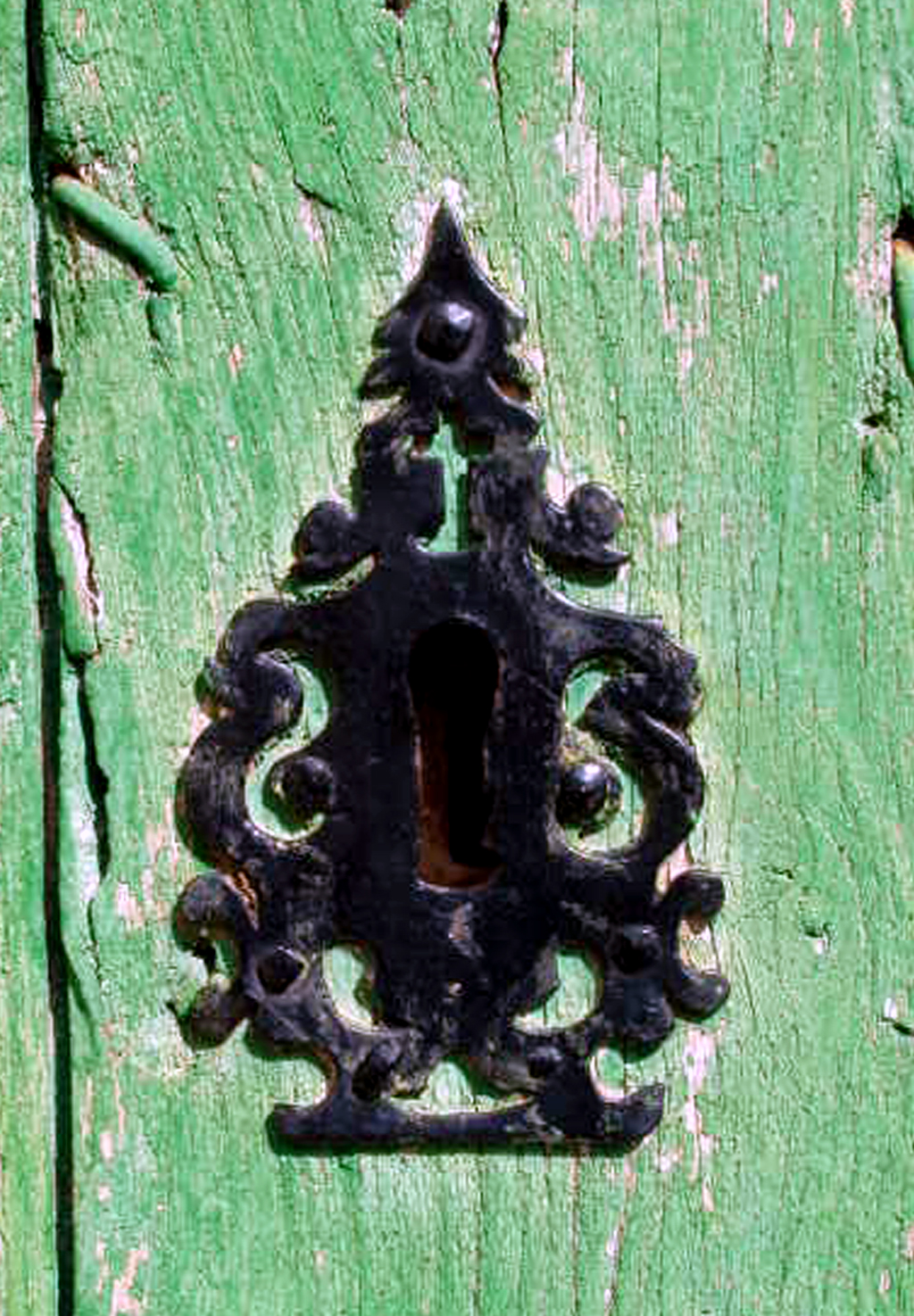
Forat del pany de casa pairal.
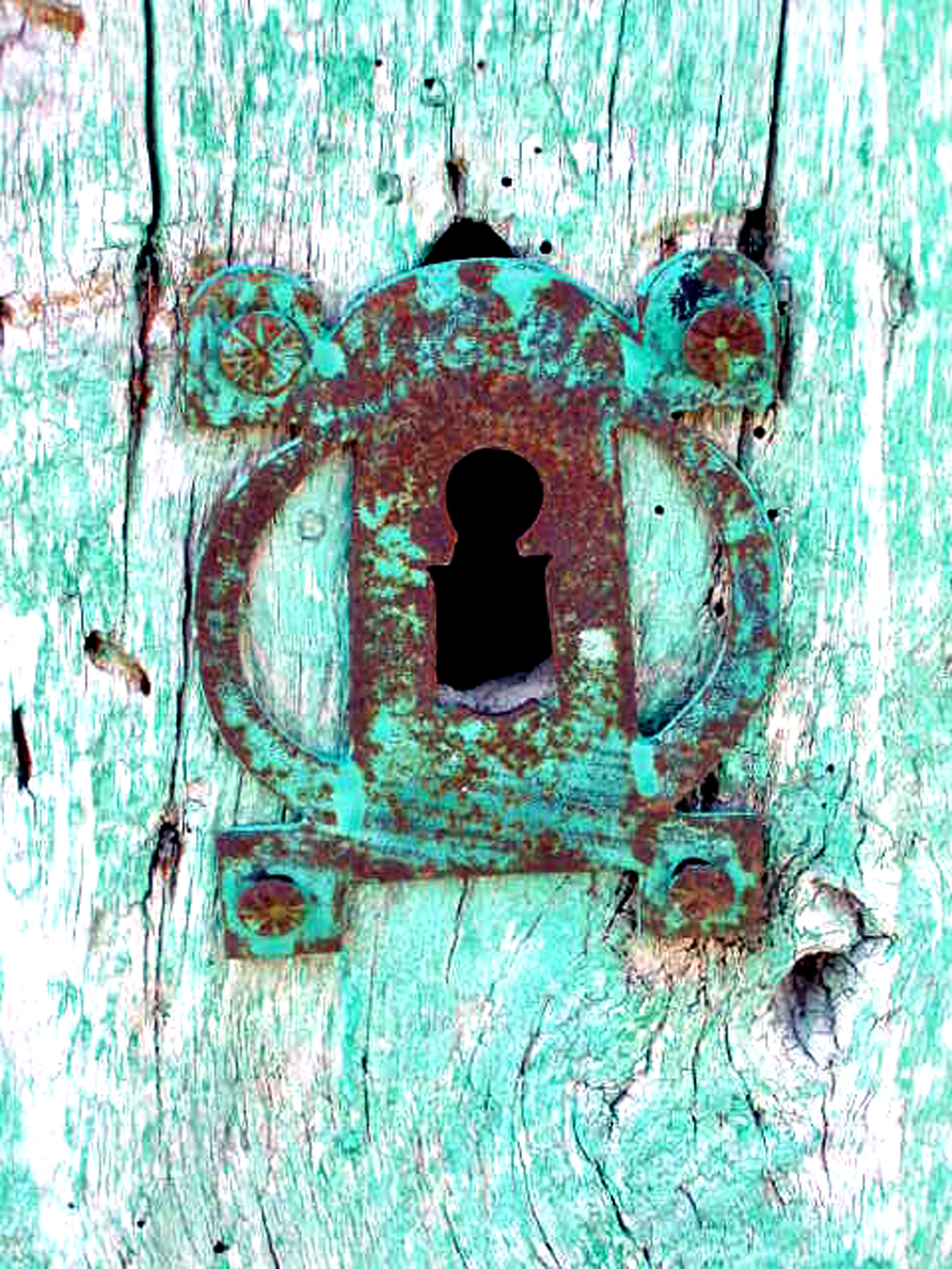
Forat del pany de casa pairal.
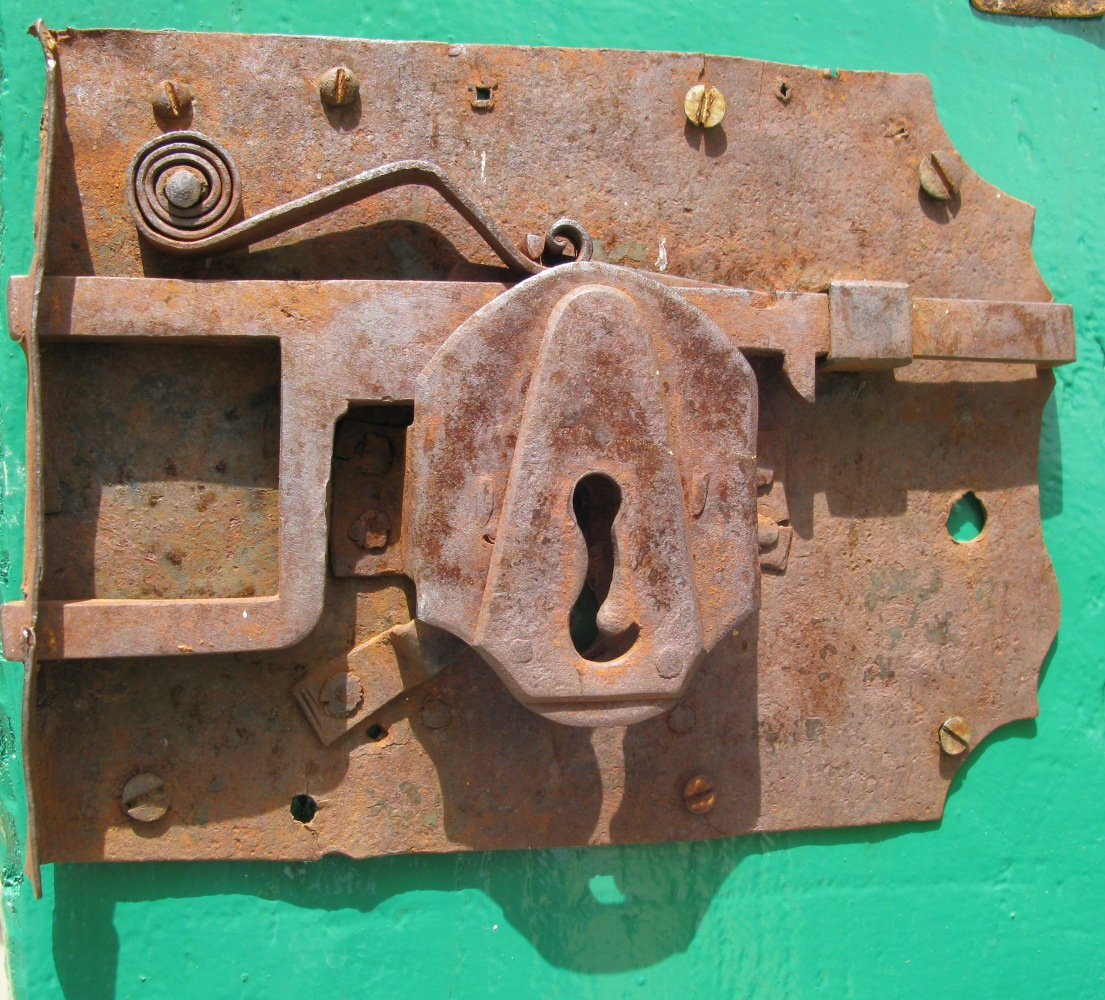
Pany antic italià.
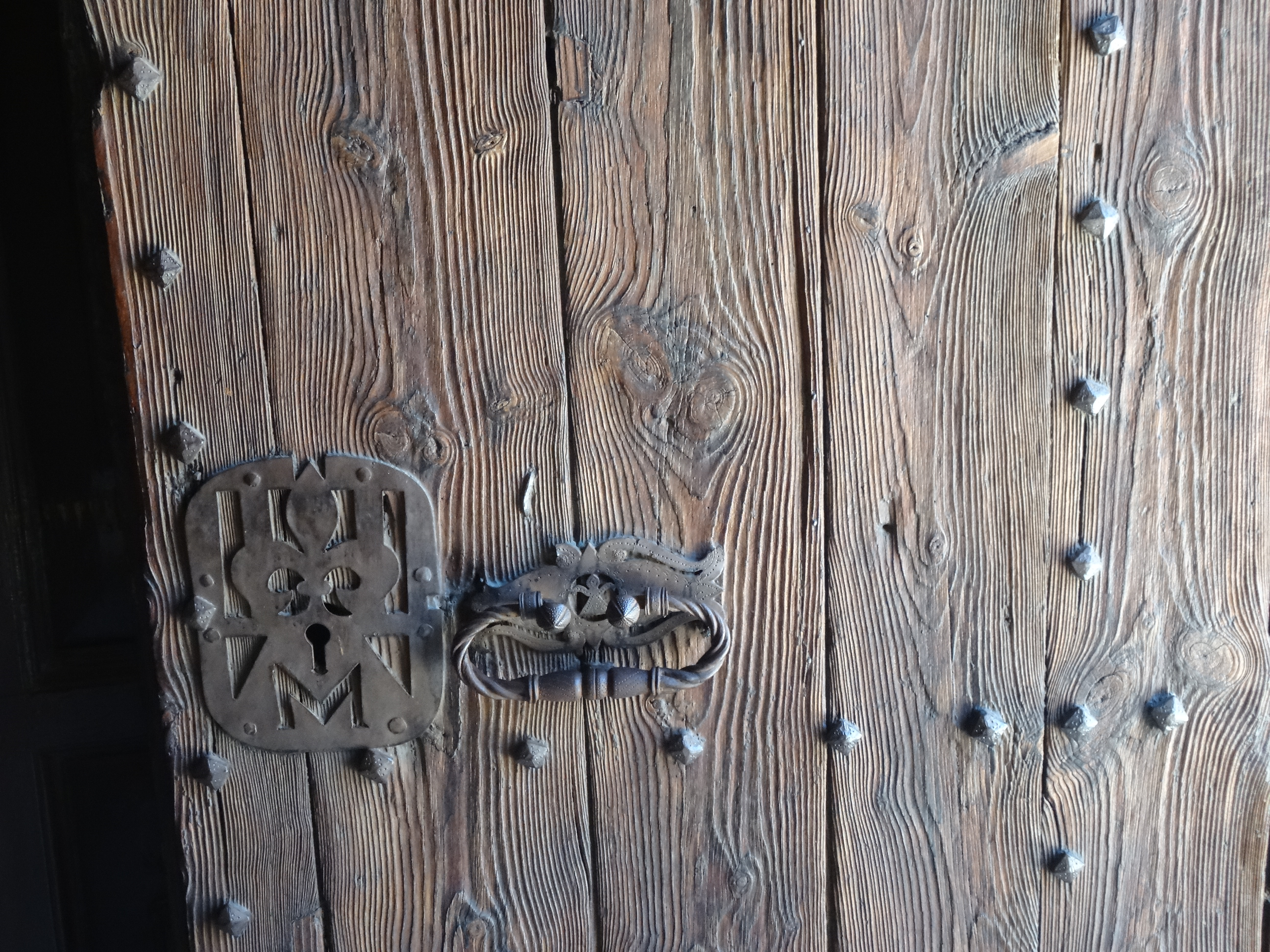
Pany de l'església de Santa Maria la Major a Montblanc.
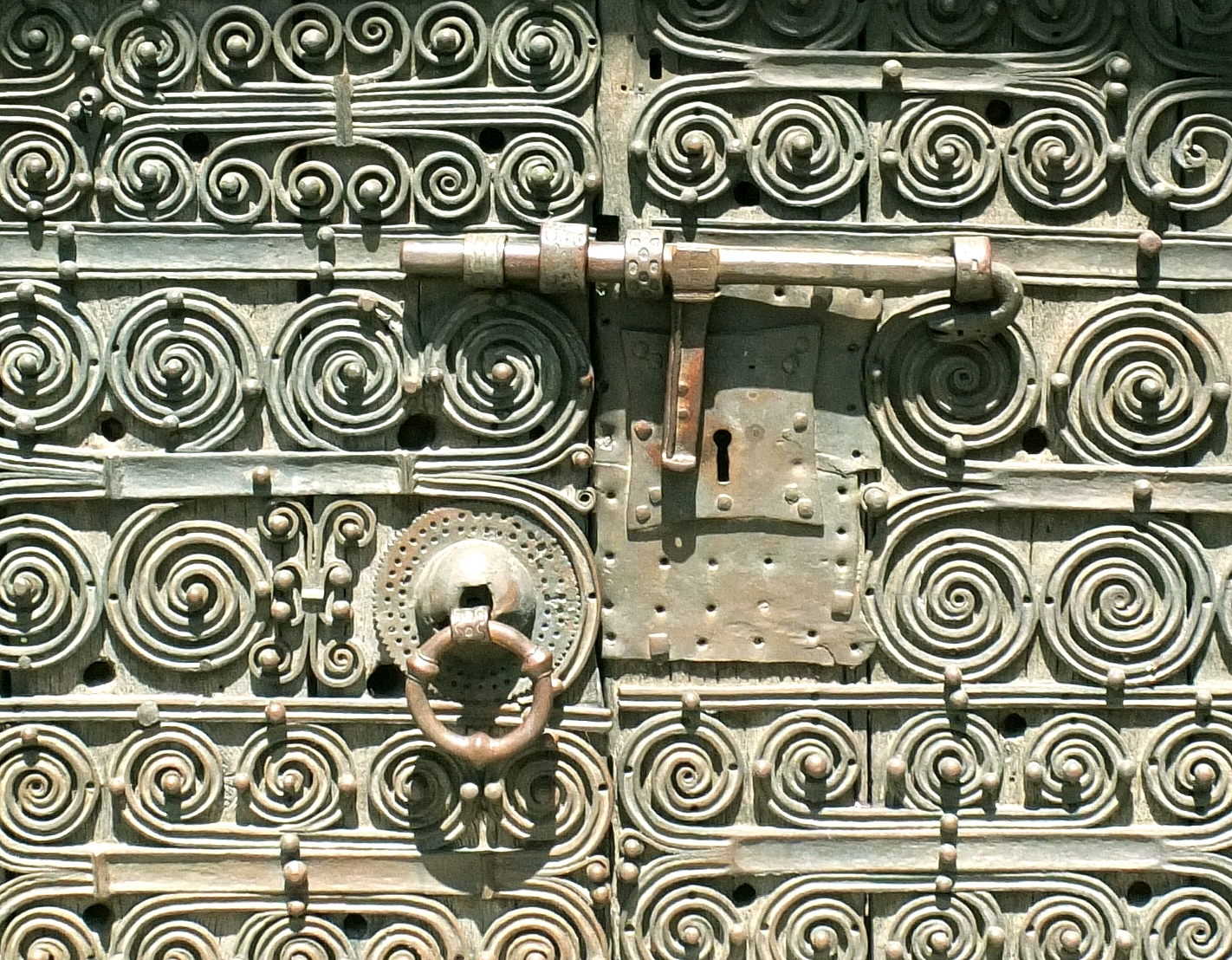
Pany de l'església Santa Maria de Serrallonga.